# حرموسيات
الحُرْمُوسِيَّات أو مفلطحات العين اليسرى (الاسم العلمي: Bothidae)، فصيلة أسماك بحرية من شعاعيات الزعانف ورتبة السمك المفلطح.
تتفاوت أحجام الحرموسيات بدرجة كبيرة، تضم أكثر من 160 نوعًا، يتراوح طولها بين 4.5 سم (1.8 بوصة) و1.5 متر (4.9 قدم) في الطول. وتشمل أنواع ذات أهمية اقتصادية مثل مفلطح زيتوني.

## معرض صور

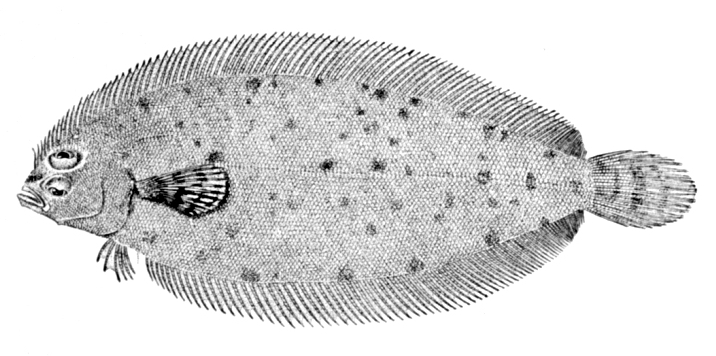
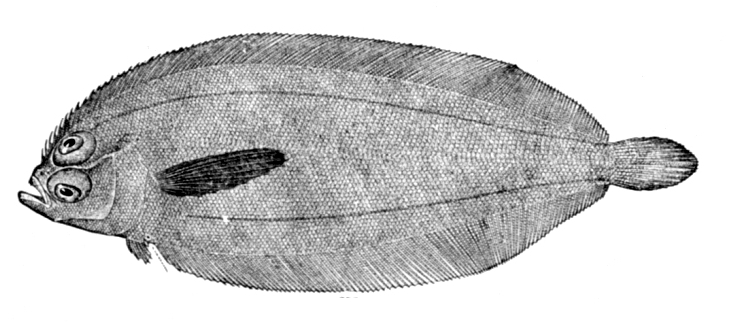
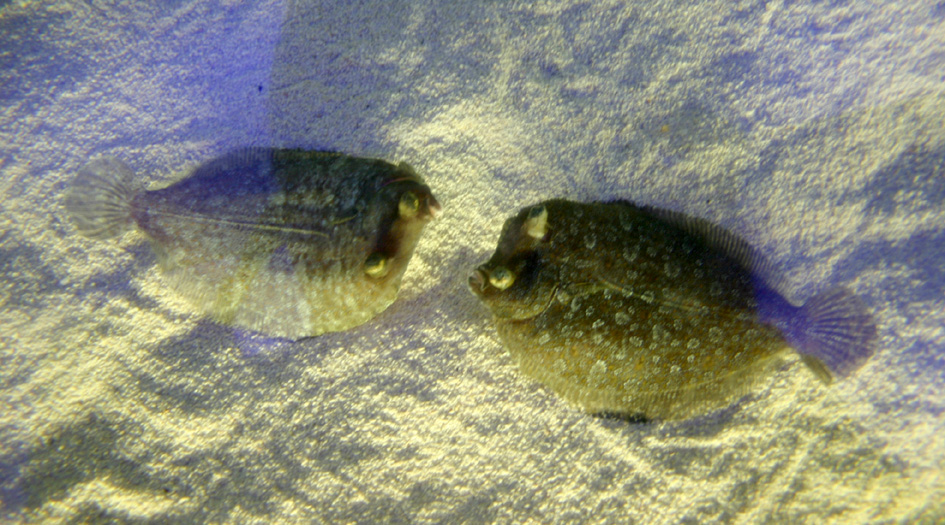
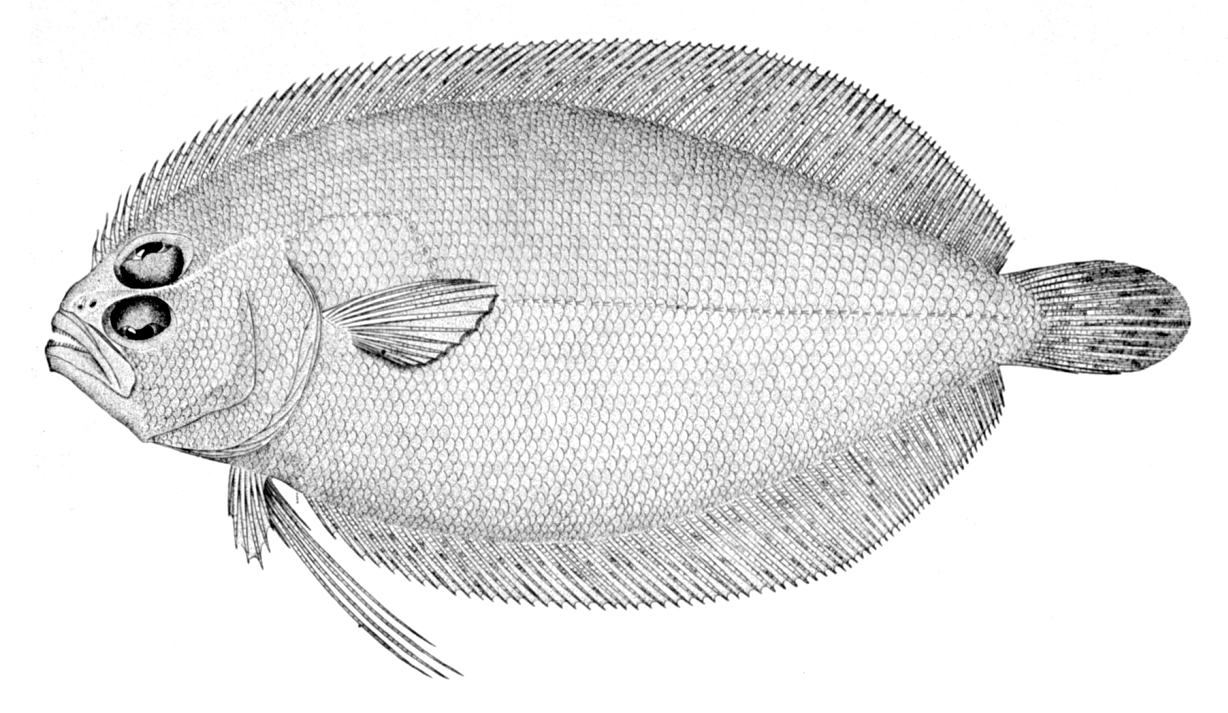
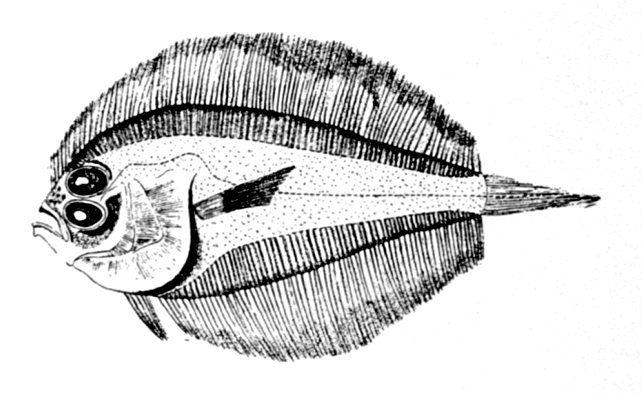
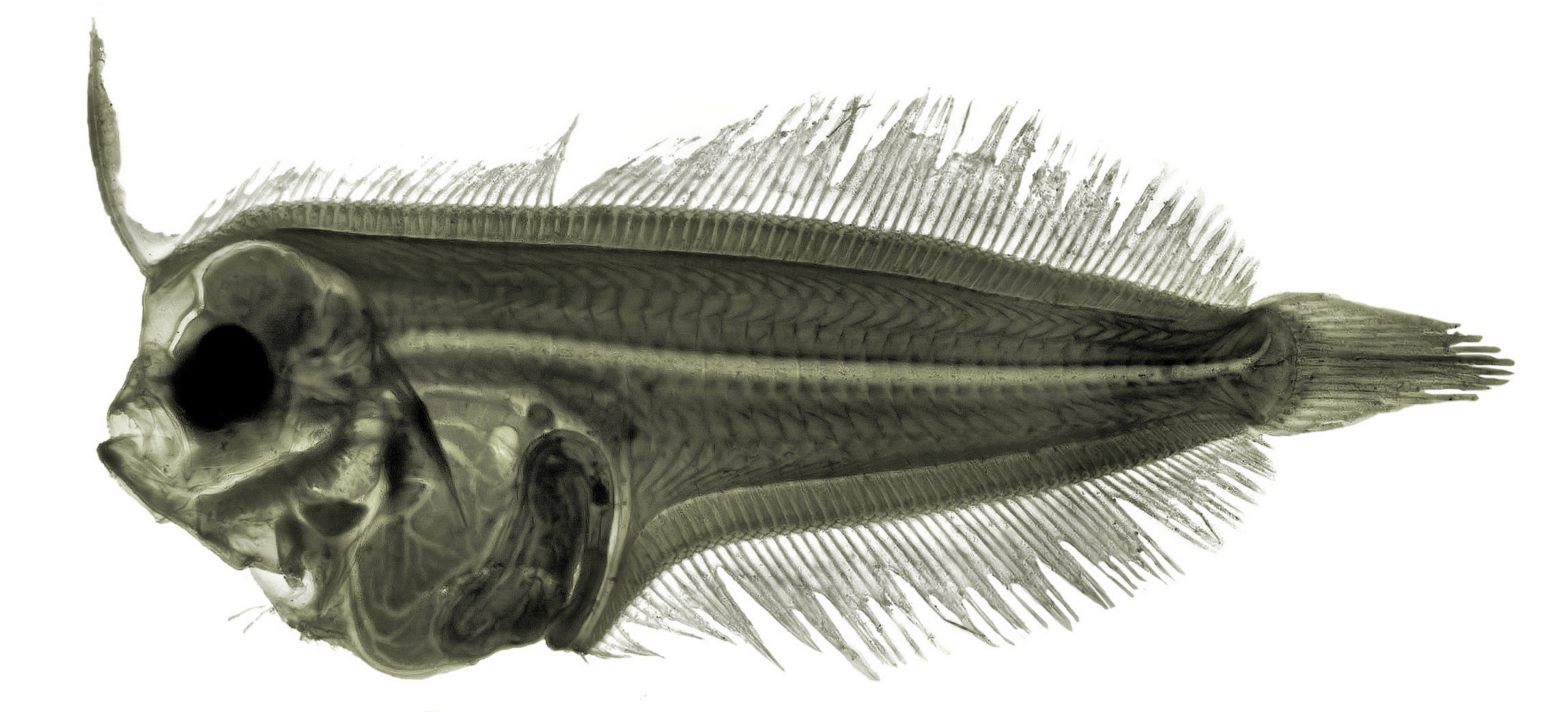